# Bilariaganj
Bilariaganj é uma cidade e uma nagar panchayat no distrito de Azamgarh, no estado indiano de Uttar Pradesh.

## Geografia
Bilariaganj está localizada a 26° 12′ N, 83° 14′ L. Tem uma altitude média de 66 metros (216 pés).

## Demografia
Segundo o censo de 2001, Bilariaganj tinha uma população de 11,891 habitantes. Os indivíduos do sexo masculino constituem 51% da população e os do sexo feminino 49%. Bilariaganj tem uma taxa de literacia de 67%, superior à média nacional de 59.5%; a literacia no sexo masculino é de 73% e no sexo feminino é de 61%. 16% da população está abaixo dos 6 anos de idade.